# Arromanches (R95)

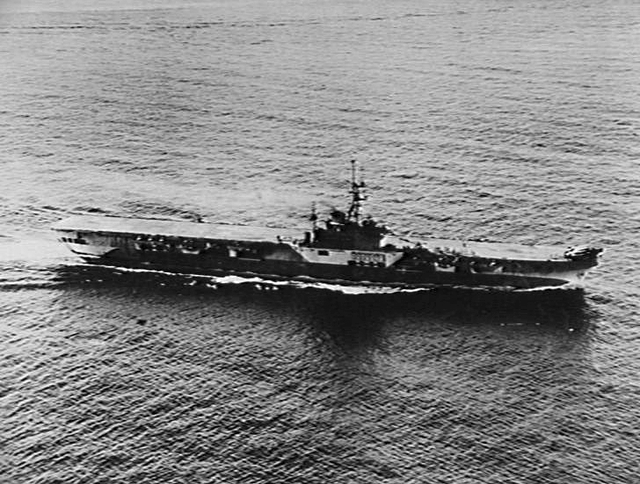
Arromanches som brittiska HMS Colossus utanför Shanghai, 1945.

Arromanches (R95) var ett hangarfartyg i franska flottan som tjänstgjorde mellan 1946 och 1974. Tidigare var hon HMS Colossus (R15) i brittiska Royal Navy. Hon var typfartyget i Colossus-klassen bestående av lätta hangarfartyg. Hon togs i tjänst 1944 men deltog inte i några strider under andra världskriget. Hon tjänstgjorde med brittiska Stillahavsflottan 1945–46 som ett flygplanstransport- och hemtransportfartyg.
År 1946 överfördes hon till franska flottan och namnändrades till Arromanches. Hon deltog i Indokinakriget mellan 1948 och 1954 och Suezkrisen 1956. År 1968 konverterades hon till ett ubåtsjakthangarfartyg (ASW). Hon utrangerades 1974 och höggs upp 1978.